# تشانج وإنج بنكر
تشانج وإنج بنكر هما توأم ملتصق سيامي وُلِدا في سيام وعاشوا في الولايات المتحدة، وقد جعلت شهرتهم كلمة سياميين تطلق على التوائم الملتصقة، ويعد تشانج وإنج بنكر أكثر شخصين تمت دراستهم في القرن التاسع عشر الميلادي

ولدا الأخوان في سيام (تايلاند حاليًا) من أصل صيني، وبعدها في عام 1829 أُحضروا إلى الولايات المتحدة، واشتهروا للجماهير الأمريكية بل وللأوروبية كذلك نظرًا لقيامهم بعروض سميت بعروض غريبة "freak shows"، مما دفع بعض الأطباء إلى دراستهم ، تعاطفت الصحف والجماهير معهم، بعد ثلاثة أعوام تركوا مديرهم المُعتقِد بأنهم كانوا يخونوه، ومن بعده قاموا بجولة بأنفسهم، كانوا يقيمون محادثات باللغة الإنجليزية في قاعة استقبال بعد ذلك بفترة.
استقالا من هذه الجولة عام 1839 بعد النجاح المالي، استقروا بعدها في ماونت ايري الموجود في ولاية كارولاينا الشمالية، وقد حصلوا على الجنسية الأمريكية وأصبحوا مواطنين أمريكيين بالفعل، عام 1843 تزوجا من أختين محليتين، واشتروا عبيد، وأنجبا 21 طفلًا، وقد عاشت الأسرتان في بيتين مختلفين، حيث يقيمان في بيت ثلاثة أيام وفي الآخر ثلاثة أيام وعلى هذا التسلسل، أصبح التوأم المشهور رجلين أعمال غنيين، لكن فقدا جزءًا كبيرًا من مالهم وعبيدهم بعد الحرب الأهلية الأمريكية، توفيا بعد ذلك في عمر الثانية والستين عامًا، وكشف التشريح أن كبدهما رُبط في الرباط الذي يربط عظامهما، توفى تشانج قبل أخيه بساعتين.
حاولت بعض الأعمال وصف حياة الأخوين، واستخدامها لتكون رمزًا للتعاون أو نقيض ذلك من الشقاق حتى، بالذات من تمثيل الاتحاد في أثناء الحرب الأهلية، ويقول الكاتب الروائي دارين شتراوس: «لا يوجد تاريخ نهائي لحياة التوأم؛ كان تاريخهما الملتبس عبارة عن خلط بين الأسطورة وغلو العرض الجانبي والاختراع التحريري حتى أثناء عيشهما». 

## السفر و التنقل 1829-1839
كان التوأمان صاحبا السبعة عشر عامًا مسافرين إلى الولايات المتحدة برفقة روبرت هنتر والكابتن كوفين والطاقم المكون من 18 رجلًا ومترجم سيامي، وصلوا إلى بوسطن في السادس عشر من أغسطس 1829، وفي اليوم التالي أكدت صحيفة بوسطن باتريوت آمال هنتر وكوفين وإعطاء إحتمالية يعرض التوأمين على الجمهور، وسرعان ما تم دراسة الأطباء لهم واستخدموا في ذلك علم الفراسة وعلم الفراغ، واعتبروا أنهم صينيون، وقد نشر وصولهم بحماس وحمل ما فيه بدرجات متفاوتة من إعطاء صورة نمطية عرقية وأكاذيب.
غادروا الولايات المتحدة، وزاروا بعضًا من المدن الكبرى في المملكة المتحدة وايرلندا، وعادوا إلى نيويورك عام 1831، استطاعا التوأمان القراءة والكتابة والتحدث بالإنجليزية.

### الصراعات
لم يحظَ التوأمان بجولة هادئة وإنما سادت بعض الصراعات
صيف عام 1831، أخذت هيل التوأم في لينفيلد، ماساتشوستس. أثناء الصيد، ظنوا أنهم تعرضوا للسخرية والمضايقة من قبل أكثر من عشرة رجال محليين الذين اقتربوا منهم، مستمرين في ضرب رجل يدعى البريدج جيري بعقب بندقيته. انتقم جيري، وألقى حجرًا ثقيلاً على رأس أحد التوأم، وسحب الدم. ثم أطلق التوأم النار على جيري، رغم أن البندقية كانت فارغة. هرب الرجال. في اليوم التالي، قام أحد الرجال بالضغط على التهم، مدعيًا أن التوأم كانا على خطأ. تم عقد محكمة خاصة، وتم إلقاء القبض على الإخوة بتهمة الإخلال بالسلام ودفع رواتبهم مقابل حسن السلوك.
سرعان ما تورط التوأم في صراع آخر، خلال أداء في ولاية ألاباما. طلب جراح في الحضور لإجراء فحص دقيق للأربطة التي تربط التوأمين. لقد رفضوا، بعد عدم السماح بالتفتيش الدقيق لأكثر من عامين. وقال الطبيب وهو غاضب: «أنتم جميعا مجموعة من المحتالين والنشالين»، واندلعت الاضطرابات عندما ألقى الضيوف أشياء في جميع أنحاء الغرفة. هرب التوأم وبعد ذلك، ولأنهما ربما كانا أول من يزعج السلام، دفعوا رباط حسن السلوك وفقًا لأمر من قاضٍ.
انطلق التوأم في رحلة إلى بعض المدن في أوروبا الغربية، باريس وأمستردام ولاهاي وأنتويرب وغيرها في عام 1836.

## الوفاة
في وقت مبكر من صباح يوم 17 يناير، فحص أحد أبناء إنج على التوائم النائمين. «مات العم تشانغ»، تم إرسال طبيب الأسرة سريعًا لكن انج توفي كذلك، بعد ما يزيد قليلاً عن ساعتين من وفاة أخيه. اعتبارًا من عام 2012، تتمتع عائلة بونكرز بأطول عمر معروف (62 عامًا) لأي توائم مرتبطة في التاريخ.
ضربا مثالًا عظيمًا على أن العوائق أو الإعاقات ليست إلا طريقًا إلى الانطلاقات.

## في مسقط رأسهما سيام 1811-1829
ولدا التوأم في سيام عام 1811، وعلى حسب ما قيل أن والدتهم أخبرت بأن ولادتهم لم تكن أصعب من ولادة أشقائهم الآخرين، تفاصيل حياتهم المبكرة مبهمة، ولكن أول تقرير عنهما ذكر ولادتهم في مايو 1811، تسمى قرية ولادتهم ميكلونج الموجودة في محافظة ساموت سونغخرام، لهم تمثال في هذه المحافظة يحيي ذكرى ولادتهم.
تي-أي هو والد الطفلان، صياد من أصل صيني يعتقد أنه مات في تفشي وباء الجدري المار بالمنطقة عام 1819، أما عن والدتهم فهي نوك، كانت تربي البط بمساعدة أطفالها، اختلفت الأقاويل عن أصلها، فقيل سيامية وقيل صينية وقيل جزء صيني وجزء سيامي وقيل جزء صيني وجزء من الملايو، عاشوا طفولة عادية على الرغم من تلاصق أجسادهم فكانوا يلعبون ويركضون مع الأطفال الآخرين ويعود الفضل في ذلك لوالدتهم التي ربتهم تربيةً واقعية مثل أطفالهم الأخرين بغض النظر عن تلاصقهم.
اكتشاف التوأم الملتصق كان على يد التاجر البريطاني القريب من حكومة سيام روبرت هنتر، قيل أنه في عام 1824 التقى هنتر بالتوأم حينما كان يركب قارب في نهر مينام وكان الأخوان يسبحان قُبيل الغروب، وحسبوهم كائن غريب ولكن عند مقابلتهم وجد فيهم فرصة اقتصادية بجلبهم إلى الغرب، وقد ذهب لإخبارهم بأن ملك سيام يأمر بقتلهم، بعيدًا عن صحة كلامه، استغرق هنتر لإحضارهم 5 سنوات، فغادر هنتر والكابتن الأمريكي آيل كوفين إلى أمريكا في صيف 1829، وأبرما مع روبرت هنتر عقدًا يقضي بجولة معه لمدة 5 سنوات، قد انتشرت شائعات أن أمهم هي من باعتهم للعبودية، وهو ما أغضب التوأمين.
اتصل المبشرون المسيحيون بأمهم عام 1845 قبل وفاتها بأربع أعوام، وعلمت أن ولداها على قيد الحياة وأنهما تزوجا وأنجبا، وكانت تعتقد بأنهم قد توفوا، ولم ترهم من 15 عامًا.